# Guy Charbonneau
Guy Charbonneau P.M.E. (Montreal, 13 de janeiro de 1946) é um clérigo canadense e bispo emérito de Choluteca.

## Biografia
Guy Charbonneau ingressou na ordem religiosa Sociedade para as Missões Estrangeiras da Província do Quebec, fez a profissão em 24 de maio de 1969 e foi ordenado sacerdote em 16 de maio de 1970. Fez cursos filosóficos no Collège André Grasset em Montreal e obteve a licenciatura em teologia pela Universidade de Montreal e o diploma superior em estudos bíblicos pelo Instituto Católico de Paris.
Como missionário em Honduras, de 1970 a 2003, desempenhou várias funções pastorais e administrativas. Na Diocese de Choluteca, foi Vigário de San Marcos de Colón, diretor espiritual do Seminário Menor, responsável pela pastoral da comunidade San Francisco, representante diocesano para a Pastoral Juvenil e coordenador da equipe diocesana para a Pastoral Vocacional. Na Arquidiocese de Tegucigalpa, foi Vigário Paroquial, Professor, Diretor Espiritual e Reitor do Seminário Menor, e Professor, Assistente Espiritual e Reitor do Seminário Maior. Nacionalmente, foi responsável pela formação missionária Ad Gentes, pelo Centro de Formação e Animação Missionária e Diretor das Pontifícias Obras Missionárias.
Em abril de 2003, Padre Charbonneau retornou ao Canadá para participar da XI Assembleia Geral da Sociedade para as Missões Estrangeiras da Província do Quebec, que o elegeu Vigário Geral para o período 2003-2008, e de 2008 a 2013 como Superior Geral da ordem.
Papa Bento XVI nomeou-o Bispo da Diocese de Choluteca em 26 de janeiro de 2013. O Arcebispo de Tegucigalpa, Cardeal Óscar Andrés Rodríguez Maradiaga SDB, o ordenou em 20 de abril do mesmo ano, no ginásio do Instituto Santa Maria Goretti, em Choluteca; os principais co-consagradores foram o Arcebispo Luigi Bianco, Núncio Apostólico em Honduras, e Dom Guido Plante PME, bispo emérito de Choluteca.

Dom Guy renunciou em 26 de janeiro de 2023, aos 77 anos, sendo sucedido por Dom Teodoro Gómez Rivera, até então bispo-auxiliar de Tegucigalpa.